# 문위 관련 고문서
문위 관련 고문서(文緯 關聯 古文書)는 대한민국 경상남도 거창군에 있는 남평 문씨의 종가에서 대대로 소장하고 있는 고문서이다.
1998년 11월 13일 경상남도의 유형문화재 제343호 남평문씨종가소장 고문서로 지정되었다가, 2018년 12월 20일 현재의 명칭으로 변경되었다.

## 개요
남평 문씨의 종가에서 대대로 소장하고 있는 고문서로, 조선 중기 때의 학자인 모계 문위(1554∼1631) 선생의 교지류, 문집, 필첩 등이다.
문위(文緯)는 1592년 임진왜란이 일어나자 거창에서 의병을 모아 싸웠으며, 부모가 돌아가시자 거창현 모계리에 터전을 마련하고 10여 년동안 제자들을 가르쳤다. 그후 김우옹, 유성룡 등이 추천하여 동몽교관, 사헌부감찰 등을 지냈으며, 선조가 죽고 광해군이 임금의 자리에 오르자 벼슬을 내놓고 고향으로 돌아가 독서에만 전념하였다. 그가 죽은 후 거창의 용원서원에 모셔졌다.
이것들은 당시 조선의 상황과 남평 문씨 가문의 내역을 알 수 있는 자료이다.

## 참고 문헌
- 문위 관련 고문서 - 국가유산청 국가유산포털